# 鉄扇公主

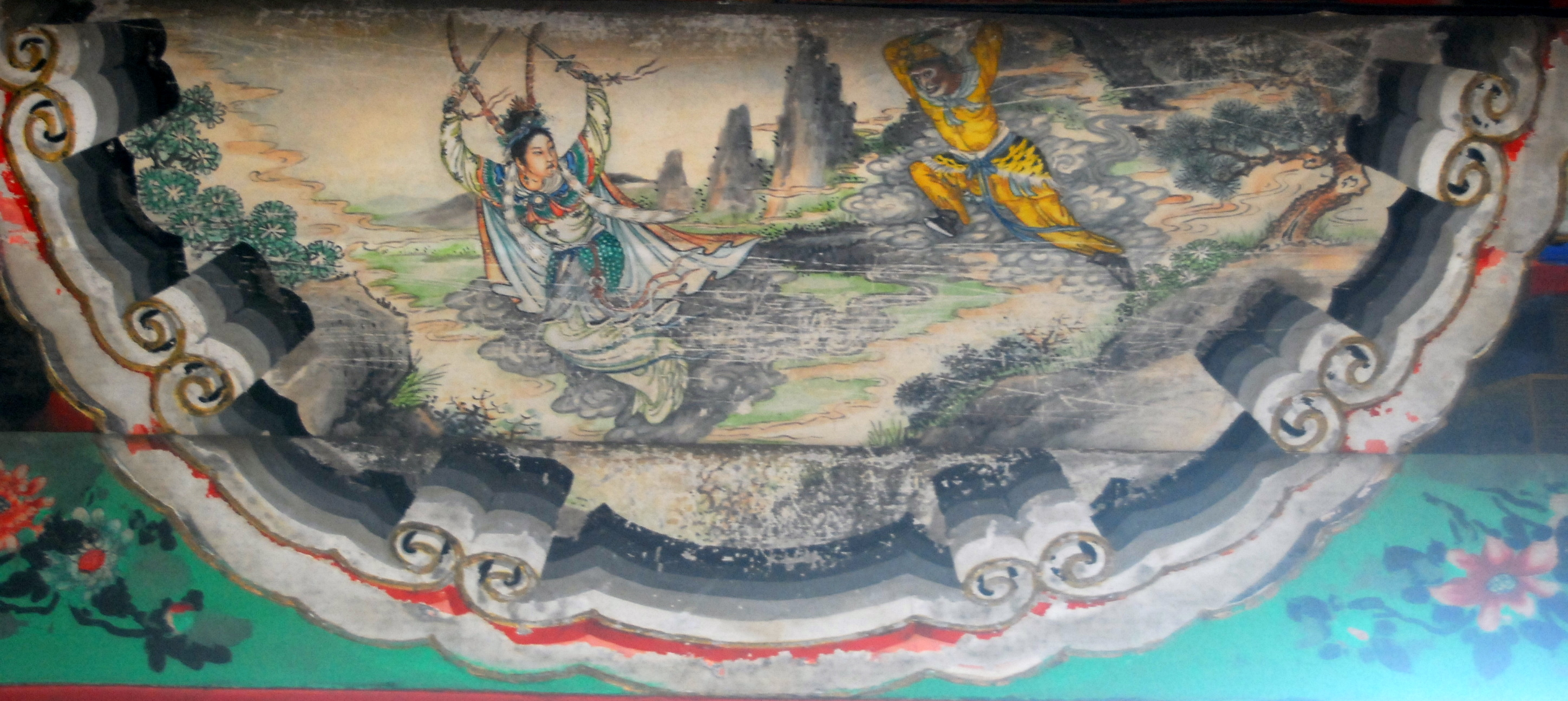
鉄扇公主

鉄扇公主（てっせんこうしゅ）は、『西遊記』などに登場する宝具である扇「芭蕉扇」をもったキャラクターである。日本では「羅刹女（らせつにょ、或いはらせつじょ）」の名前で知られているが、中国では「羅刹女」は「女の羅刹天」を指す普通名詞であるため、この名前（または「鉄扇仙」の名）で呼ばれる。

## 西遊記雑劇
元曲の雑劇楊景賢『楊東来先生批評西遊記』（雜劇·楊景賢·西遊記·第五本　第十九折鐵扇凶威）では鉄扇公主は「鉄扇子」という名の鉄扇をもち、「妾身鐵扇公主是也 乃風部下祖師 但是風神皆屬我掌管 為帶酒與王母相爭 反卻天宮 在此鐵嵯山居住」とされ、天の風の神で西王母と争い鐵嵯山におりたという。
太田辰夫による『朴通事諺解』と西遊記雑劇の研究によれば、鉄扇公主は大きな鉄扇で雨を降らしていたという。また、『銷釈真空宝巻』での西遊記のエピソードが「見妖精 和鬼怪 魑魅成群 羅刹女 鉄扇子 降下甘露 流沙河 紅孩児 地勇夫人」となっているなどから鉄扇子（鉄扇仙）と鉄扇公主が夫婦である説話があったと推測している。
なお太田辰夫は『西遊記の研究』（研文出版　1984年（昭和59年））　ISBN 4-87636-044-8）で紅孩児の母は『銷釈真空宝巻』・『朴通事諺解』から推測される元本西遊記では地湧夫人であり羅刹女の子ではないとの説をとなえている。

## 小説西遊記
火焔山より西南に千四五百里もの先にある翠雲山芭蕉洞に住み、火焔山の燃え盛る炎を消すことが出来る秘宝・芭蕉扇を持つ地仙・羅刹女は鉄扇公主とも呼ばれている。羅刹女は牛魔王の妻であるが、牛魔王が愛人の玉面公主（正体は玉面狸）を作って芭蕉洞へ帰って来ないため不機嫌を募らせていたところに孫悟空が芭蕉洞を訪ね、火焔山の炎を消すために芭蕉扇を借りたいと頼み込む。ところが鉄扇公主にとって孫悟空は息子である紅孩児の仇であるため、彼女は烈火の如く怒り狂って、追い返そうと二振りの青峰の宝剣をもって襲い掛かる。2人は夕刻まで一騎討ちを続けるも、形勢不利と見た鉄扇公主が芭蕉扇で悟空を扇ぎ吹き飛ばしてしまう。
悟空が一晩かかって吹き飛ばされた先は、かつて黄風大王の件で世話になった霊吉菩薩の住む小須弥山であった。悟空から事情を聞いた霊吉菩薩は風鎮めの秘薬「定風丹」を彼に与える。再び芭蕉洞に取って返した悟空は昨日と同じように鉄扇公主を呼び出し、両者は再び一騎討ちを始める。やがてひるんだ彼女は芭蕉扇で悟空をあおぐが、少しも飛ばされる気配が無い。せせら笑う悟空を気味悪がった公主は芭蕉洞に逃げ帰り、堅く扉を閉めてしまった。疲れて喉に渇きを覚えた彼女は、侍女に命じて茶を持ってこさせる。ところが、孫悟空が1匹の虫に化けてお茶に飛び込み、そうとは知らずにお茶を飲んだ鉄扇公主の胃の中で暴れ回ったため鉄扇公主は腹痛に苦しみ、遂にたまりかねて孫悟空に芭蕉扇を渡すと約束するが、その芭蕉扇は偽物であった。
さっそく悟空はそれを持って火焔山に向かうが、偽物であったため逆に火の勢いは強まり、全身に炎を浴び両股の毛まで焦げてしまう。ほうほうの態で引き返してきた彼の前に火焔山の土地神が現れ、公主の夫の牛魔王に頼むよう勧める。しかし悟空が牛魔王を訪ねる途中、玉面公主と偶然いざこざを起こしてしまった為、「俺の妻や妾に無礼を働くとは」と牛魔王とも交渉決裂となってしまった。この後、彼らの間で芭蕉扇をめぐって化けくらべや騙しあいなど、数々の戦いや駆け引きが繰り広げられる。
やがて哪吒太子たち天将の加勢もあって牛魔王が捕らえられたので、鉄扇公主も観念して悟空に本物の芭蕉扇を渡し、自らも正しい道に入るべく修行を積むために地上を去った。

## 後西遊記
『後西遊記』では、羅刹女は翠雲山で仙人となり、羅刹鬼国（王は大力王＝牛魔王、玉面公主が妃、太子黒孩児）では羅刹仙として羅刹行宮に祀られている。

## 南遊記
西遊記の後日譚のひとつ『南遊記』第12回では、鳳凰山に住む玉環聖母の娘で主要キャラクター華光に負けて13回で妻となる。

## アニメ映画
西遊記の中でもこのエピソードは人気が高く、中国では1941年にこのエピソードを基にしたアニメーション映画「西遊記 鉄扇公主の巻」が製作されている他、1966年には香港で映画「鉄扇公主」が作られている。